# Dizionario enciclopedico
Un dizionario enciclopedico è un'opera che raccoglie brevi articoli su un'ampia gamma di argomenti tra storia, geografia, scienze, matematica, ecc., organizzati in ordine alfabetico. I dizionari enciclopedici possono essere generalisti, possono cioè occuparsi di molti diversi campi del sapere, oppure specialistici, cioè specializzati in un particolare campo (ad esempio nelle arti o nelle scienze; oppure dizionari biografici o quant'altro).

## Caratteristiche principali
Paragonato a un dizionario, un dizionario enciclopedico offre una più ricca descrizione degli argomenti e una maggiore scelta di termini e locuzioni che consentono di approfondire gli argomenti trattati. 
Paragonato invece ad una enciclopedia, un dizionario enciclopedico offre minori approfondimenti e dettagli, a fronte di una maggiore compattezza e una maggiore facilità d'uso (ad esempio proponendo una maggiore varietà di argomenti correlati); inoltre, le minori dimensioni si traducono generalmente in costi minori.
Storicamente la locuzione è stata utilizzata per indicare un qualunque libro di riferimento a carattere enciclopedico (cioè che comprende la maggior parte della conoscenza in un determinato ambito) con organizzazione alfabetica, allo stesso modo del dizionario. Si noti che il termine dizionario precede quello di enciclopedia, nell'uso comune, di circa due secoli. Per indicare il loro metodo di organizzazione delle voci e per evidenziare il contrasto con altri metodi o sistemi di classificazione della conoscenza, molte delle prime enciclopedie contenevano nel titolo, o nel sottotitolo, il termine dizionario.

## Storia
Il dizionario enciclopedico è l'evoluzione del dizionario. John Harris sottotitolò il suo fondamentale Lexicon technicum "universal English dictionary of Arts and Sciences" ("dizionario universale inglese delle arti e delle scienze") e tale lavoro è conosciuto soprattutto per essere questo: la prima raccolta di conoscenza in Inglese ordinata alfabeticamente.
Gli enciclopedisti del XVIII secolo, a loro volta, approfondirono e, in taluni casi, sostanzialmente rividero l'organizzazione del dizionario enciclopedico per creare le prime maggiori enciclopedie (l'Encyclopédie francese e più tardi l'Encyclopædia Britannica).
Tuttavia questi lavori così onnicomprensivi erano costosi e difficili da produrre e tenere aggiornati; inoltre voci così dettagliate non erano l'ideale per essere utilizzate come riferimento. La prima versione del Conversations-Lexikon tedesco (1796 - 1808) era di appena 2762 pagine in sei volumi; più tardi, mentre fu espansa, il suo formato, che usava numerose voci meno dettagliate, servì da principale modello per molte enciclopedie e dizionari enciclopedici del XIX secolo.